# Max Döllner
Max Döllner (* 31. März 1874 in Burgebrach bei Bamberg; † 7. Januar 1959 in Köln) war ein deutscher Mediziner und Heimatforscher.

## Leben

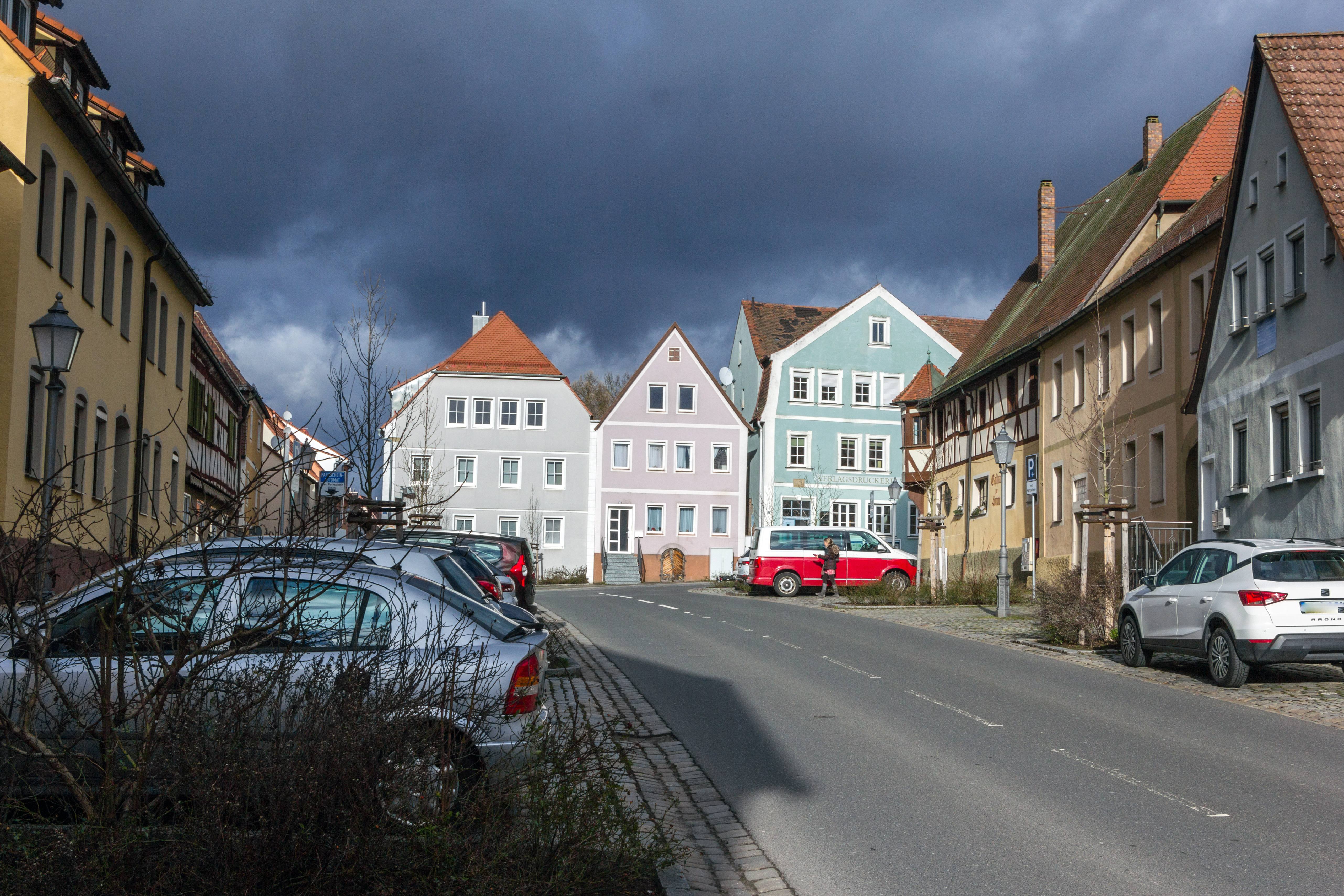
Max-Döllner-Platz in Neustadt an der Aisch

Max Döllner lebte in seinen Jugendjahren von 1877 bis 1890 in Neustadt an der Aisch und anschließend in Köln. Als er während des Zweiten Weltkriegs ausgebombt wurde, zog er erneut von 1944 bis 1953 nach Neustadt an der Aisch. Er schrieb mit ab 1922 gesammeltem Material von 1939 bis Juni 1943 in Köln seine Entwicklungsgeschichte der Stadt Neustadt an der Aisch, die aufgrund von Papiermangel erst im März 1950 herausgegeben werden konnte. Seiner eigenen Aussage nach vermeidet dieses Werk (im Gegensatz zu denen seiner Vorchronisten Matthias Salomon Schnizzer und Georg Ludwig Lehnes) Beschönigungen. Daneben verfasste er diverse andere heimatgeschichtliche Veröffentlichungen (vor allem im Neustädter Anzeigeblatt), weshalb er am 31. März 1954 mit dem Neustadter Ehrenbürgerrecht ausgezeichnet wurde (siehe Liste der Ehrenbürger von Neustadt an der Aisch). Ihm zu Ehren erhielt dort auch ein (auf dem ehemaligen „Gänshügel“ befindlicher) Platz den Namen Max-Döllner-Platz.
Er war praktischer Arzt, Universitätsprofessor, Regierungsdezernent und Oberregierungsrat sowie Obermedizinalrat. Zu seinen Vorfahren gehörte Nikolaus Horn aus Dettelbach, ein Leibarzt des Kurfürsten Albrecht Achilles.

## Veröffentlichungen (Auswahl)
- Zur Frühgeschichte von Riedfeld und Neustadt an der Aisch. Die fränkische Besiedlung und Christianisierung des Aischtales und seiner Nachbarschaft. Schmidt, Neustadt an der Aisch 1939.
- Entwicklungsgeschichte der Stadt Neustadt an der Aisch bis 1933. Ph. C. W. Schmidt, Neustadt an der Aisch 1950; 2., unveränderte Auflage (Neuauflage anlässlich des Jubiläums 150 Jahre Verlag Ph. C. W. Schmidt Neustadt an der Aisch 1828–1978) ebenda 1978, ISBN 3-87707-013-2.
- Kleine Mitteilungen aus der Heimatgeschichte. Feuilletonistische Ergänzungen zur Entwicklungsgeschichte der Stadt Neustadt a. d. Aisch. Buchdruckerei Ph. C. W. Schmidt, Neustadt an der Aisch o. J. (Nachdruck 1986).